# Gurupi EC
Der Gurupi Esporte Clube, in der Regel nur kurz Gurupi genannt, ist ein Fußballverein aus Gurupi im brasilianischen Bundesstaat Tocantins.
Aktuell spielt der Verein in der Staatsmeisterschaft von Tocantins.

## Erfolge
Männer:
- Staatsmeisterschaft von Tocantins: 1996, 1997, 2010, 2011, 2012, 2016

Frauen:
- Staatsmeisterschaft von Tocantins: 1993

## Stadion
Der Verein trägt seine Heimspiele im Estádio Gilberto Resende, auch unter dem Namen Resendão bekannt, in Gurupi aus. Das Stadion hat ein Fassungsvermögen von 3000 Personen.

## Trainerchronik
Stand: 14. Juli 2021
| Trainer         | Nation    | von            | bis   |
| --------------- | --------- | -------------- | ----- |
| Wladimir Araújo | Brasilien | 1. Januar 2017 | heute |